# Cayleytabell
En Cayleytabell, uppkallad efter matematikern Arthur Cayley, beskriver strukturen hos en ändlig grupp genom att sätta in produkterna av gruppens element i en tabell som liknar en multiplikationstabell. Många egenskaper hos en grupp, exempelvis om den är abelsk eller ett visst elements invers kan utläsas ur en Cayleytabell.
Ett enkelt exempel är gruppen bestående av mängden {\displaystyle \{1,-1\}} och operatorn multiplikation:
| ×  | 1  | -1 |
| -- | -- | -- |
| 1  | 1  | -1 |
| -1 | -1 | 1  |

Där man kan avläsa att inverserna är 1 till 1, -1 till -1. Det neutrala elementet är 1 och gruppen är abelsk (eftersom {\displaystyle 1*-1=-1*1}).

## Struktur
En Cayleytabell skrivs vanligtvis med operatorn längst uppe till vänster, med det neutrala elementet precis bredvid och precis under sig. Eftersom operatorn i en grupp i regel inte är kommutativ, är det viktigt att tänka på vilken ordning man skriver elementen. Man brukar skriva elementet som står först i raden först i varje ruta, och därefter kolumnelementet. Om man till exempel ska åskådliggöra en grupp med elementen a, b och c skriver man:
| * | a  | b  | c  |
| - | -- | -- | -- |
| a | a2 | ab | ac |
| b | ba | b2 | bc |
| c | ca | cb | c2 |